# Hymenochaetaceae
Hymenochaetaceae is een familie van schimmels in de orde Hymenochaetales. Het typegeslacht is Hymenochaete. De familie omvat verschillende soorten die betrokken zijn bij veel ziekten van loof- en naaldbomen, die hartrot, kanker- en wortelziekten veroorzaken, als ook de esca-ziekte van wijnstokken.

## Kenmerken
Vruchtlichamen komt voor op de grond of in bomen, met verschillende structuren, die lijken op die van soorten uit de Polyporaceae-familie. De hymenofoor is glad, stekelig of poreus, vaak met kleine donkerbruine haren. De sporen zijn geelachtig of bruinachtig (zelden kleurloos en glad).

## Geslachten
De familie bestaat uit de volgende geslachten:
†Appianoporites – Arambarria – Asterodon – Aurificaria – Botryodontia – Clavariachaete – Coltricia – Coltriciella – Coniferiporia – Cylindrosporus – Deviodontia – Dichochaete – Erythromyces – Fomitiporella – Fomitiporia – Fulvifomes – Fulvoderma – Fuscoporia – Hastodontia – Hydnochaete – Hymenochaete – Hymenochaetopsis – Inocutis – Inonotopsis – Inonotus – Mensularia – Neomensularia – Nothophellinus – Onnia – Phellinidium – Phellinopsis – Phellinotus – Phellinus – Phellopilus – Phylloporia – Porodaedalea – Pseudoinonotus – Pyrrhoderma – †Quatsinoporites – Rajchenbergia – Sanghuangporus – Tropicoporus – Tubulicrinis – Xanthoporia